# گورخر دشتی برچل
گورخر دشتی بُرچِل (نام علمی: Equus quagga burchellii) زیرگونه‌ای از گونه‌ای موسوم به گورخر دشتی است. نام این زیرگونه، از ویلیام جان برچل طبیعتشناس و محقق بریتانیایی گرفته شده‌است.

## نگارخانه

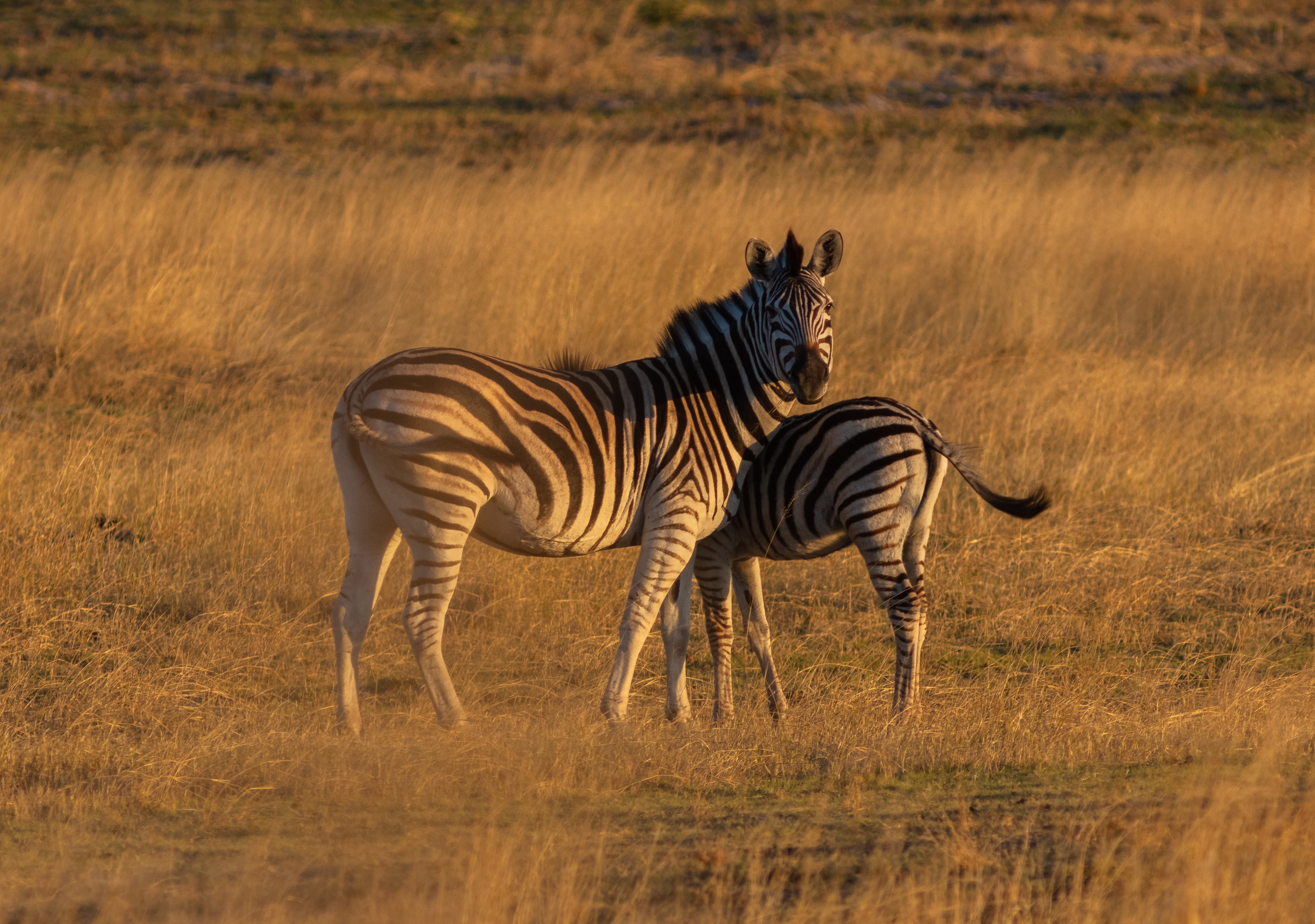
دو عدد گورخر دشتی برچل در دلتای اوکاوانگو
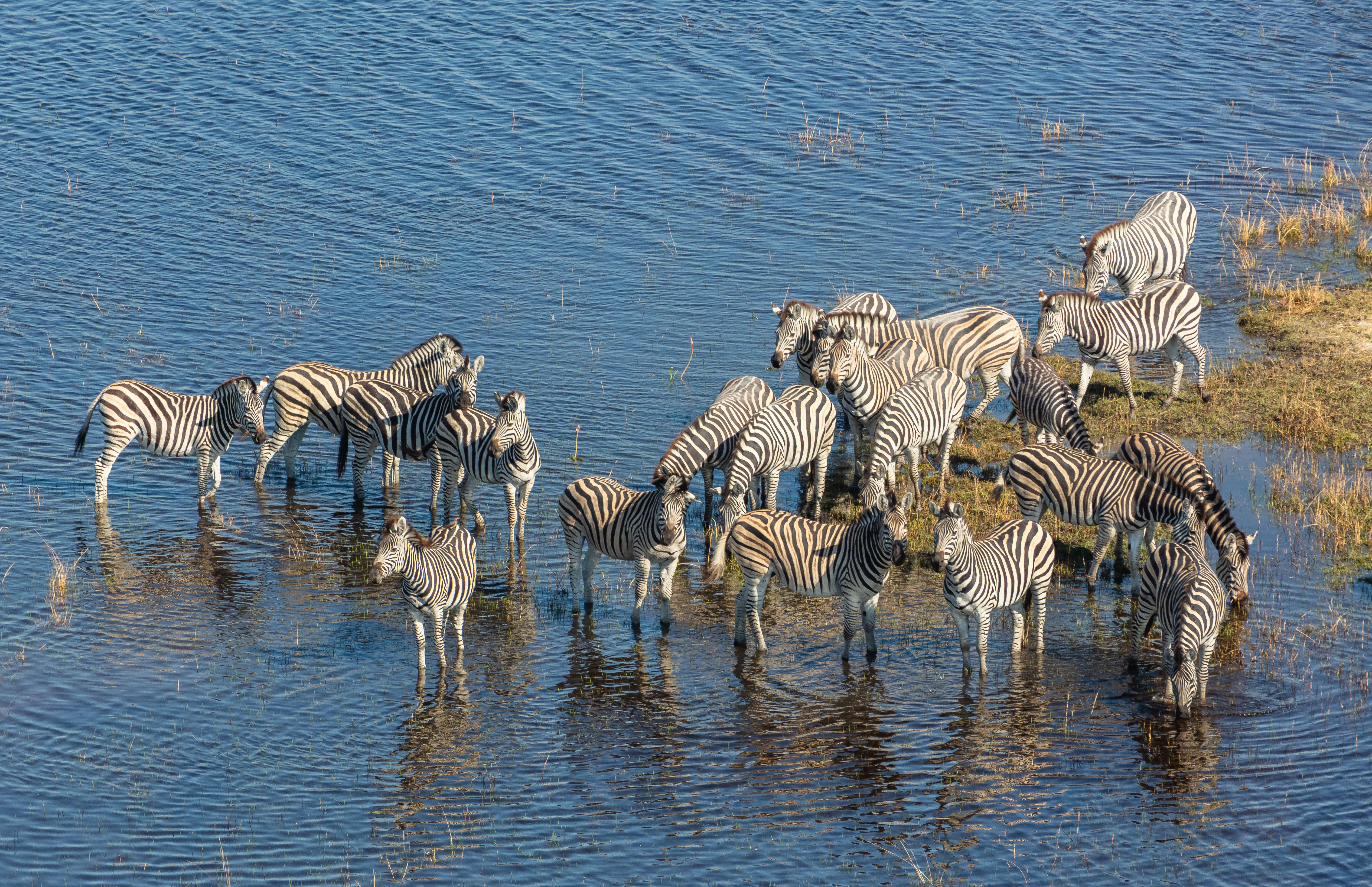
یک گله گورخر دشتی برچل در دلتای اوکاوانگو